# Gerard Way
Gerard Arthur Way, ameriški vokalist in ustvarjalec stripov, * 9. april 1977, Newark, New Jersey, ZDA.
Je pevec in soustanovitelj skupine My Chemical Romance, vse od njenega začetka septembra 2001. Je izvršni producent drugega albuma glasbene skupine LostAlone, ki nosi naslov I'm a UFO in This City. Prav tako je ustvarjalec stripovske mini-serije The True Lives of the Fabulous Killjoys in stripa z naslovom The Umbrella Academy, ki je prejel Eisnerjevo nagrado. Njegov solo album Hesitant Alien je izšel 30. septembra 2014 pri založbi Warner Bros.
Glasbena kariera:
- My Chemical Romance(2001–2013)
- Solo kariera(2008-)

Ima brata Michaela, ki je bil z njim v skupini My Chemical Romance. Babica Elena ga je naučila risanja, petja ter nastopanja. Kot otrok je ugotovil, da bodo vsi njegovi najdražji nekoč umrli - od tod izvira njegova sedanja obsesija z idejo smrti. Pričel se je zanimati za stripe, kasneje pa je diplomiral iz vizualne umetnosti v New Yorku. Na tragični dan 11. september 2001, je prišel do ideje, da bo spremenil svoje življenje. Do tega dne je delal v industriji stripov kot pripravnik pri programu Cartoon Network. Na podlagi grozot 11. septembra je nastala pesem »Skylines and Turnstiles«, ki velja za prvo pesem skupine My Chemical Romance. Pravijo, da pesem »Demoliton Lovers« govori o njegovem razmerju s tedanjim dekletom. Ko je babica Elena umrla, ji je posvetil pesem »Helena«. Tudi videospot prikazuje pogreb nekega dekleta, ki naj bi predstavljala Eleno. Way občuduje glasbo Davida Bowieja ter skupino Iron Maiden, čeprav je njihova glasba drugačna. Mnogo ljudi My Chemical Romance označuje kot emo skupino, vendar je v intervjuju Gerard poudaril, da nasprotuje tej subkulturi.
Septembra leta 2007 je izdal strip z naslovom Umbrella Academy.